# George van Heukelom (politicus)
George Richard Johannes (George) van Heukelom (Delft, 9 augustus 1949 – Nieuwerkerk, 14 april 2023) was een Nederlands politicus voor de Staatkundig Gereformeerde Partij (SGP).

## Biografie
Van Heukelom was van 1986 tot 1991 voorzitter van de politieke jongerenorganisatie van de SGP, de SGP-jongeren. In het eerste jaar van zijn voorzitterschap werd de tegenwoordig nog steeds bestaande SGP-jongerendag geïntroduceerd. Van 1987 tot 2003 was hij lid van de Provinciale Staten van de provincie Zeeland.
Van Heukelom stond op kandidaatsnummer drie bij de Tweede Kamerverkiezingen in 1996, maar de SGP haalde twee zetels. In 2015 was hij vijfde kandidaat voor de Eerste Kamerverkiezingen.
In 2003 werd hij gedeputeerde met in zijn portefeuille onderwerpen op het gebied van welzijn, zorg, onderwijs, communicatie, ontwikkelingssamenwerking en bestuurlijke organisatie. Voor zijn partij was hij (in de periode 2011-2015) de enige gedeputeerde in het land. Op 9 juli 2015 nam hij afscheid van het provinciebestuur. Hij werd opgevolgd door Harry van der Maas. 
Hij studeerde aan de pedagogische academie aan de Driestar Hogeschool te Gouda, waarna hij werkzaam was in het basisonderwijs en vervolgens locatiedirecteur van het Calvijn College te Tholen werd. 

## Persoonlijk
Van Heukelom groeide op in een niet-kerkelijk gezin. Op zijn negentiende deed hij belijdenis en is hij gedoopt. Van Heukelom was gehuwd. Hij was lid van de Gereformeerde Gemeente in Nederland, waar hij ouderling en voorzitter van de plaatselijke kerkenraad was.
Hij overleed na een lang ziekbed op 73-jarige leeftijd.